# メドゥーナ・ディ・リヴェンツァ
メドゥーナ・ディ・リヴェンツァ（伊: Meduna di Livenza）は、イタリア共和国ヴェネト州トレヴィーゾ県にある、人口約2,900人の基礎自治体（コムーネ）。

## 地理

### 位置・広がり

#### 隣接コムーネ
隣接するコムーネは以下の通り。括弧内のVEはヴェネツィア県、PNはポルデノーネ県所属を示す。
- アンノーネ・ヴェーネト (VE)
- ゴルゴ・アル・モンティカーノ
- モッタ・ディ・リヴェンツァ
- パジアーノ・ディ・ポルデノーネ (PN)
- プラヴィズドーミニ (PN)

### 気候分類・地震分類
気候分類では、zona E, 2348 GGに分類される。
また、イタリアの地震リスク階級 (it) では、zona 3 (sismicità bassa) に分類される。